# 磐梯町町内生活福祉バス
磐梯町町内生活福祉バス（ばんだいまちちょうないせいかつふくしバス）は、福島県耶麻郡磐梯町にて運行しているコミュニティバスである。運行は、会津交通に委託されている。

## 概要
- 運賃：1回利用100円。高校生以下（以前までは中学生以下であったが拡充された。いつからかは不明）・70歳以上・障害者・要介護または要支援認定を受けている人は無料。
- 日曜・祝祭日・年末年始（12/29～1/3）は運休。

## 沿革
- 2001年10月 - 運行開始。
- 2007年5月7日 - 時刻改正。「ショッピングセンターYOU・ゆー」前に「ゆー・ゆー前」バス停設置。

## 路線

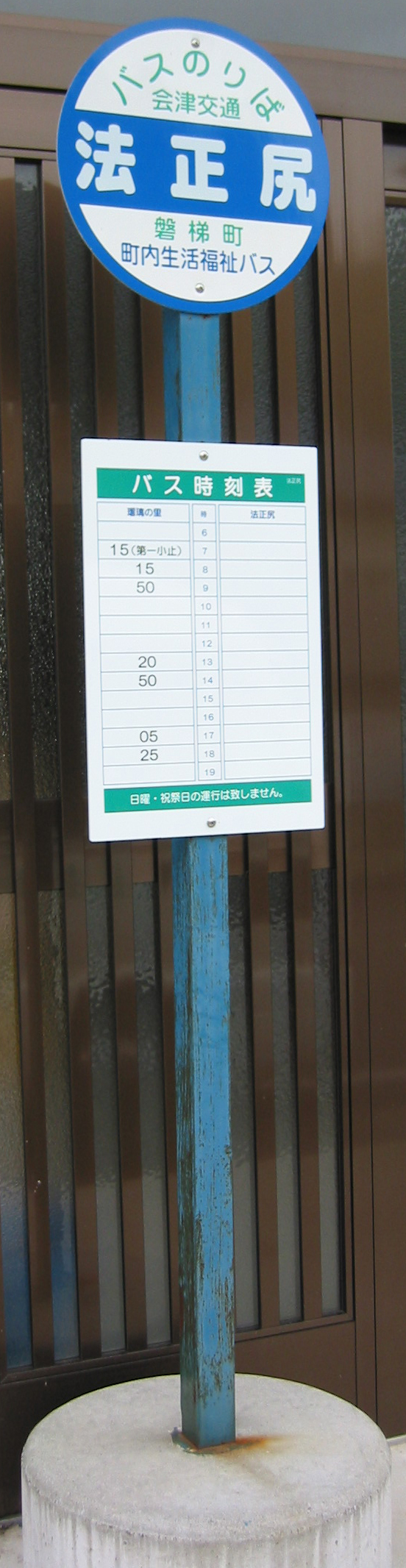
生活福祉バスのバス停

※以下は、2007年5月7日改正時点での情報である。
法正尻コース
- 瑠璃の里 - 第一小 - 公民館 - （大寺三区） - ゆー・ゆー前 - 横達 - 磨上 - 布藤東 - 法正尻　
  - 大寺三区のバス停は4～11月の間のみ経由。

七ツ森コース
- 瑠璃の里 - 第一小 - 公民館 - 大寺一区 - ゆー・ゆー前 - 塩ノ原 - 大曲 - 長峯 - 七ツ森

赤枝コース
- 瑠璃の里 - 第一小 - 公民館 - ゆー・ゆー前 - 沼田 - 下西連 - （第二小 - 石生） - 町屋 - 赤枝
  - 第二小、石生のバス停は4～11月の間のみ経由。

運行形態(2019年6月現在)
- 3コースとも同一本数運行されているためまとめて記す。上りは朝に2便、下りは昼から夕方にかけて6便運行される。しかし、朝7時半ごろに運行される各ルートの上り1便目は学童便で小中学生しか乗車できず、下り6便目は4月から11月のみしか運行されない。

生活福祉バスの車両
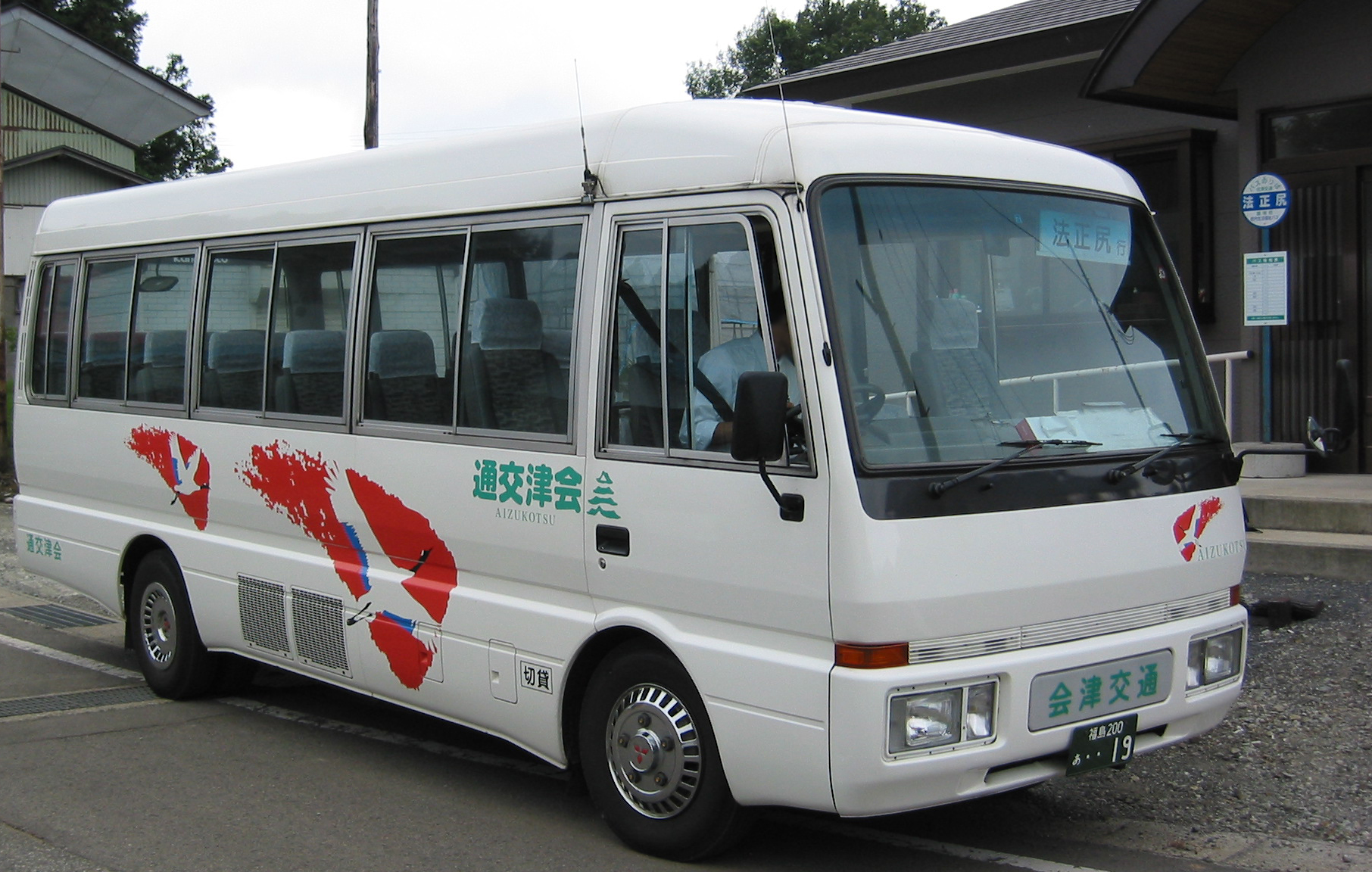
法正尻コース
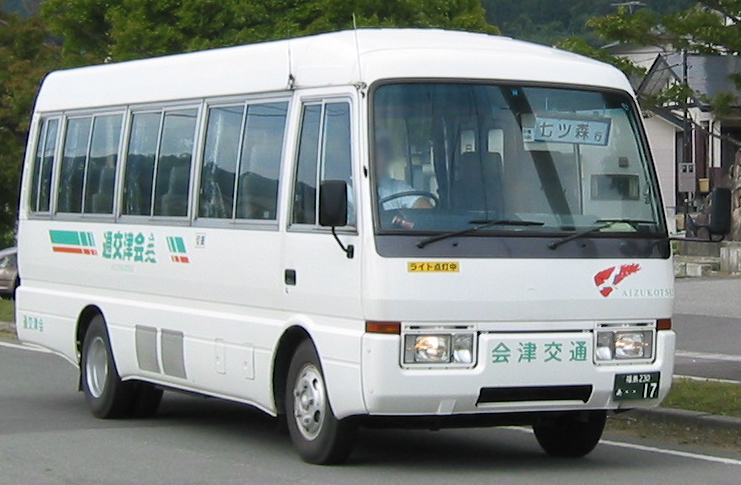
七ツ森コース

- 三菱ふそう・ローザを使用している。